# SheiKra
SheiKra [ˈʃiːkrə] in Busch Gardens (Tampa, Florida, USA) ist eine Stahlachterbahn vom Modell Dive Coaster des Herstellers Bolliger & Mabillard, die am 21. Mai 2005 eröffnet wurde. Die Achterbahn wurde von Mark Rose, dem Vizepräsidenten für Design und Ingenieurwesen des Parks, zusammen mit dem Hersteller Bolliger & Mabillard geplant. Sheikra besitzt eine Höchstgeschwindigkeit von 113 km/h, ist 61 Meter hoch und hat eine Gesamtlänge von 972 Metern. Die Bahn erhielt am 16. Juni 2007 neue Züge ohne Boden, wodurch sie zusätzlich in einen Floorless Coaster umgewandelt wurde.
SheiKra war der erste Dive Coaster, der in Nordamerika gefertigt wurde. Sie war nach den beiden ersten Dive Coastern Oblivion in Alton Towers (UK) und Diving Machine G5 in Janfusun Fancyworld (Taiwan) die erste Achterbahn ihres Typs, die mit einer Inversion ausgestattet wurde. SheiKra war bis zur Eröffnung von Griffon im Schwesterpark Busch Gardens Williamsburg (Virginia, USA) und Dive Coaster im Chime-Long Paradise (Guangzhou, China) der längste, höchste und schnellste Dive Coaster der Welt. Der Name SheiKra lässt sich aus dem Wort shikra ableiten, dem Namen eines afrikanischen Sperbers (Accipiter badius), der dafür bekannt ist, seine Beute im vertikalen Sturzflug zu ergreifen.

## Geschichte

### Planung
Der Vizepräsident für Design und Ingenieurwesen des Parks, Mark Rose, plante ursprünglich eine Achterbahn, die nur 49 Meter hoch sein sollte.
Die Geschäftsführer von Busch Gardens lehnten den Vorschlag jedoch ab, weil er nicht interessant genug sei. Rose änderte deshalb sein Konzept, indem er die Bahn von 49 Metern auf 61 Meter vergrößerte und weitere Elemente zu seinem Vorschlag hinzufügte. Dieser Plan wurde genehmigt.
Die Firma Peckham Guyton Albers & Viets Inc (PGAV) war an der Planung der Achterbahn beteiligt.
Nachdem ein Fan eine positive Antwort auf eine E-Mail an den Park erhalten hatte, ob eine neue Achterbahn in Busch Gardens gebaut werden sollte, verbreiteten sich schnell Gerüchte. Sie besagten, dass die Achterbahn ein Dive Coaster von Bolliger & Mabillard mit einem Splashdown und einer Inversion sein würde. Diese Kombination war eine Neuerung.
Gegen Ende der Freizeitparksaison begann der Park, zur Vorbereitung einen Teil der Schienen des Serengeti Expresses zu entfernen.
Am 26. April 2004 wurde die Baugenehmigung der Öffentlichkeit bekannt. Daraus ging hervor, dass die Achterbahn, ein Restaurant und ein kleines Geschäft errichtet werden sollten.
Im Mai 2004 wurden weitere Details wie Höhe, Geschwindigkeit und Anzahl der Züge bekannt.
Einen Monat später wurden an den Bauzäunen Tiki-Masken mit Sprüchen als Dekoration befestigt, die Hinweise auf die Attraktion gaben.
Die Annahme, dass eine Achterbahn gebaut werden würde, wurde dadurch bestärkt, dass erste Schienen- und Stützenteile angeliefert wurden.

### Bau, Testfahrten und Eröffnung
Am 20. Oktober 2004 meldete SeaWorld Parks & Entertainment, der Besitzer von Busch Gardens Tampa Bay, den Namen SheiKra als Markenname an.
Eine Woche später kündigte Busch Gardens, als Teil einer Zusammenarbeit mit Bolliger & Mabillard, SheiKra offiziell an, der Nordamerikas erster Dive Coaster werden sollte.
Zum Zeitpunkt der offiziellen Ankündigung waren bereits über die Hälfte der Fundamente gegossen. Die Firma Superior Rigging & Erection errichtete die Stützen und die Strecke. Am 28. Januar 2005 war bereits der höchste Teil der Strecke errichtet.
Die Testfahrten begannen Ende April 2005, nachdem die Strecke fertiggestellt worden war.
Nach den Testfahrten gab es am 19. Mai 2005 einen Pressetag, um die Bahn in der Öffentlichkeit bekannt zu machen.
Zwei Tage später, am 21. Mai 2005, wurde die Bahn schließlich eröffnet.
Während des ersten Öffnungsjahres kam es immer wieder zu Problemen mit der Anlagensteuerung. Dies führte mehrfach zu Notabschaltungen und Evakuierungen der Bahn.
Bolliger & Mabillard benötigte etwa sechs Monate, um das Design von SheiKra zu entwickeln, und vier Jahre, um das gesamte Projekt abzuschließen.
Nachdem Busch Gardens SheiKra vorgestellt hatte, wurde ein Vertrag mit Bolliger & Mabillard geschlossen, dass das Layout und Design von SheiKra für mehrere Jahre nicht für andere Projekte verwendet werden dürfe.
Nachdem der Vertrag ausgelaufen war, errichtete der Park Happy Valley Shanghai eine Kopie von SheiKra mit dem Namen Diving Coaster.

### Umrüstung
2006 kamen Gerüchte auf, dass Busch Gardens die ursprünglichen Züge durch neue bodenlose Züge ersetzen könnte.
Am 31. Januar 2007 bestätigte der Park diese Gerüchte in einer Pressekonferenz, die im Internet übertragen wurde.
Ende April 2007, einen Monat vor der Umrüstung, begannen erste Werbeaktionen in verschiedenen Lokalzeitungen für die erneuerte Attraktion. Entlang der Interstate 275 wurden Werbetafeln aufgestellt.
Am 24. April 2007, während des High School Journalism Day, enthüllte Busch Gardens die neuen Züge für SheiKra.
Für die Umbauarbeiten der Station wurde SheiKra ab dem 28. Mai 2007 geschlossen. Die Station musste umgebaut werden, da für die neuen bodenlosen Züge hydraulische Plattformen zum Ein- und Aussteigen installiert werden mussten.
Zwei Wochen vor der geplanten Neueröffnung gab es bereits erste Testfahrten mit den neuen Zügen.
Am 16. Juni 2007 wurde die Bahn wiedereröffnet. In der ersten Hälfte des Tages gab es noch ein Soft Opening mit 100 Achterbahnfans, 40 Fernsehteams und 37 Radioreportern.
Vom 7. Januar bis zum 26. Februar 2013 wurde die Bahn für einen neuen Anstrich erneut geschlossen.

## Fahrt

Das Layout von SheiKra

SheiKra besitzt zwei verschiedene Zugangsmöglichkeiten: Eine für normale Besucher mit entsprechenden Wartezeiten, eine zweite für Kunden, die einen Quick-Queue-Pass gekauft haben, um die normalen Warteschlangen der Attraktionen des Parks zu überspringen.
Nachdem die Plattformen und Zäune zum Einsteigen hydraulisch zur Seite geklappt worden sind, verlässt der Zug die Station in eine 180°-Rechtskurve, die zuerst leicht abwärts führt, um danach wieder an Höhe zu gewinnen. Es schließt sich der 45° steile Kettenlift an, der den Zug auf seine Maximalhöhe von 61 Metern befördert. Nach einer weiteren Rechtskurve gelangt der Zug in eine Haltebremse, die ihn langsam über den First Drop führt, ca. drei Sekunden in der Neigung anhält und schließlich freilässt.
Am Ende des 90° steilen First Drop erreicht der Zug seine Maximalgeschwindigkeit von ca. 113 km/h. Die Strecke führt ihn danach in einen 44 Meter hohen Immelmann, der nach einer weiteren aufwärtsgerichteten Linkskurve mit einer Belastung von 3,5 g in einer Blockbremse endet. Der stark verlangsamte Zug durchfährt anschließend aus einer Höhe von 42 Metern einen weiteren 90°-Drop, der in einen Tunnel unter dem Wasserbecken für den Splashdown mündet. Nach einer Rechtskurve in Verbindung mit einem Hügel fährt der Zug in besagten Splashdown ein und verursacht bei der ca. 1,9 Sekunden dauernden Durchfahrt zwei ca. 18 Meter hohe seitliche Fontänen.
Nach einer Auffahrt aus dem Splashdown über einen Parkweg hinweg und anschließender abwärts gerichteter Rechtskurve fährt der Zug in die Schlussbremse ein, die direkt zur Station führt.

## Technik

### Schiene
Die aus Stahl gefertigte Schienenstrecke ist 972 Meter lang, der Lifthill ca. 61 Meter hoch. Die Schienen sind rot, die Stützen blau lackiert. Die Bahn besitzt parallel zum Lift einen acht Personen fassenden Evakuierungslift, der Personen zum Boden befördern kann, falls ein Zug auf dem Lifthill stehen bleibt.
Die Schienen wurden in Italien geformt und von der Firma Clermont Steel Fabricators, dem Produzenten von Bolliger & Mabillard, in Batavia (Ohio) weiterverarbeitet.
SheiKras Schiene ist aufgrund der schwereren Züge größer als die Standardschienen von Bolliger & Mabillard, die nur für Züge mit vier Sitzen in einer Reihe ausgelegt sind.
Bei Dunkelheit ist die Strecke mit weißen Lichtern beleuchtet.

### Züge
SheiKra besitzt drei identische, aus Stahl und Fiberglas gefertigte Züge, die dreimal so breit sind wie die Schiene selbst. Sie wurden in der Schweiz hergestellt und nach Florida transportiert. Jeder einzelne Sitz hat einen Schulterbügel als Rückhaltesystem. Für eine bessere Sicht ist die Sitzposition der hinteren Sitzreihen im Vergleich zu den jeweils vorderen um ca. 30 Zentimeter erhöht. Die Züge haben Nylon-Polyurethan-Räder, um die Reibung an den Schienen zu minimieren. Unter den Zügen befindet sich außerdem eine Rückrollsicherung, die das Zurückrollen des Zuges im Falle eines Kettenbruchs des Kettenlifts verhindern soll. Zusätzlich gibt es unter den Zügen noch eine Vorrichtung für die Haltebremse und am hinteren Teil Leitbleche für die Fontänen des Splashdowns. Jeder Zug hat drei einzelne Wagen mit je acht Sitzen, wodurch eine Kapazität von 24 Personen pro Zug erreicht wird.

## Rekorde
Als SheiKra 2005 eröffnet wurde, besaß die Bahn für einen Dive Coaster zwei neue Elemente. Beim Splashdown taucht der Zug mit den am hinteren Teil befestigten Leitblechen in das Wasserbecken ein und schleudert dadurch Wasser auf.
Ein weiteres neues Element war der Immelmann, bei dem der Wagen zuerst einen halben Looping durchfährt, auf den eine halbe Rolle folgt. So fährt der Zug nach diesem Element entgegengesetzt zur Richtung, aus der er gekommen ist. Der Immelmann war außerdem die erste Inversion eines Dive Coasters. Alle nach SheiKra errichteten Dive Coaster hatten mindestens einen Splashdown und einen Immelmann.
SheiKra war außerdem der erste Dive Coaster mit einem echten 90°-Drop. 2005 gab es zwar bereits zwei andere Dive Coaster, jedoch nur mit einem 87°- bzw. 87,5°-Drop.
Als Sheikra eröffnet wurde, war sie der größte, schnellste und längste Dive Coaster und der erste in Nordamerika. 2007 verlor die Bahn jedoch den Geschwindigkeits- und Höhenrekord an Griffon.
2008 verlor SheiKra den Längenrekord mit der Eröffnung der Bahn Dive Coaster.

## Rezeption
SheiKra wurde von Öffentlichkeit und Kritikern gut angenommen. Arthur Levine, Autor für die Website About.com, gab SheiKra eine Gesamtbewertung von viereinhalb von fünf möglichen Sternen und eine Nervenkitzel-Bewertung von achteinhalb von zehn möglichen Sternen: „Es ist ein kompromissloses Fahrgeschäft, das Achterbahn-Liebhaber über alles lieben und Achterbahn-Feiglinge meiden werden.“
Joel Bullock von Coaster Critic gab SheiKra eine Gesamtbewertung von siebeneinhalb von zehn möglichen Sternen und eine Nervenkitzel-Bewertung von vier von fünf möglichen Sternen.
Jeremy Thompson von Roller Coaster Philosophy bewertete die Bahn mit einem B (Deutsche Notenskala: 2): „Trotz der 113 km/h Höchstgeschwindigkeit ist es recht freundlich zum menschlichem Körper, obwohl es in der letzten Reihe leicht den Preis für die meiste Airtime im Staat Florida gewinnt.“
Eric Michael von der Zeitung Orlando Sentinel schrieb: „Das 61-Meter-Monster, Floridas größtes, gewinnt meine Wahl für den besten Drop“.
2007 wurde SheiKra in einer Ausgabe der Dokumentationsserie Build It Bigger des Discovery Channels vorgestellt.

## Bedeutung für den Park
SheiKra ist aktuell eine von acht Achterbahnen des Parks Busch Gardens. Es gibt neben der Kinderachterbahn Air Grover mit Cheetah Hunt nur eine weitere nach SheiKra errichtete Achterbahn. Sie ist die höchste und auch schnellste Bahn des gesamten Parks und dadurch auch nach mehreren Jahren eine beliebte Publikumsattraktion. Nach der Umrüstung auf bodenlose Züge konnten unter anderem durch den damit einhergehenden Werbeeffekt die Besucherzahlen 2007 im Vergleich zum Vorjahr um 1 % auf 4,4 Millionen Besucher pro Jahr gesteigert werden.

## Kopie

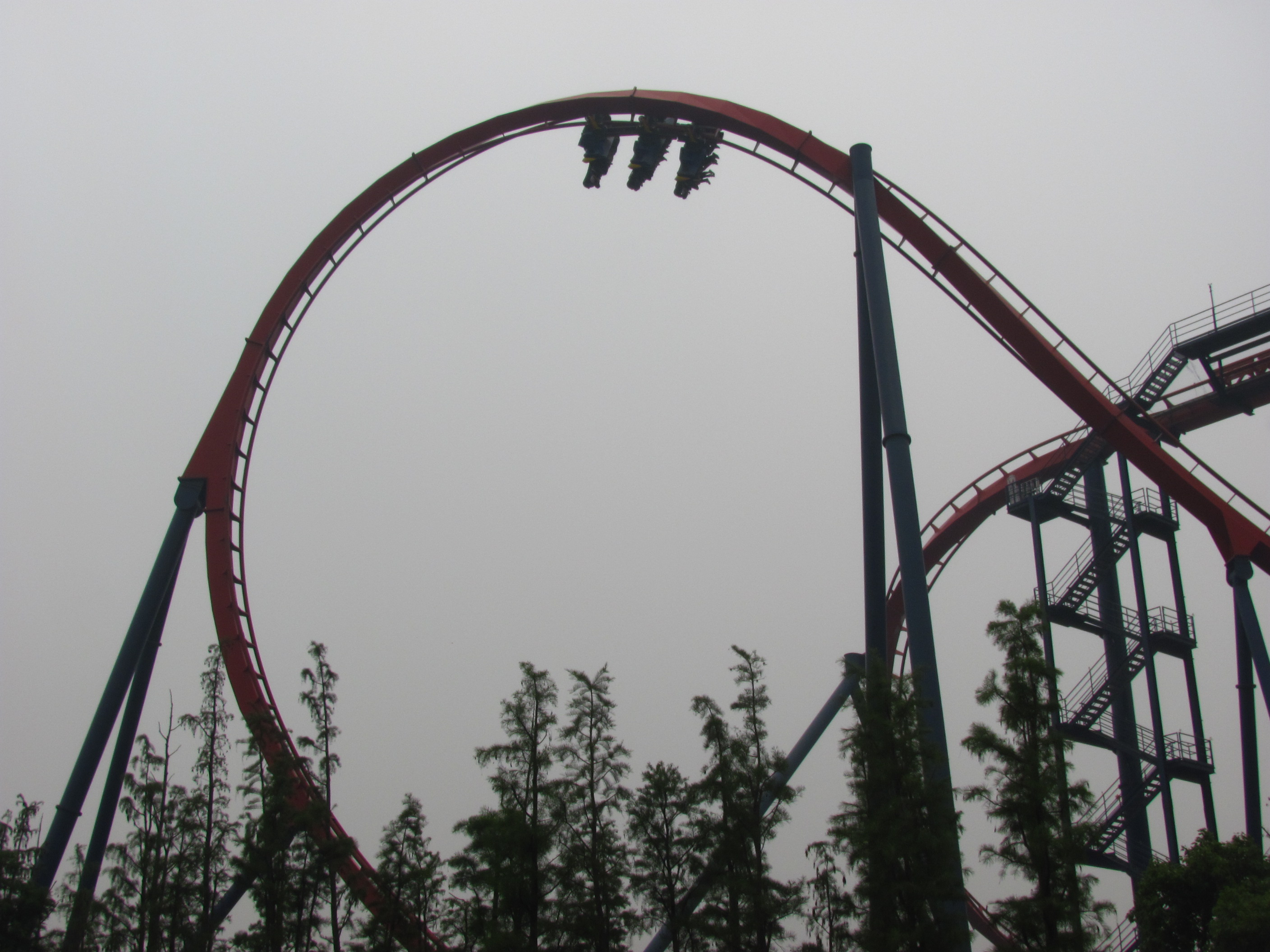
Diving Coaster in Happy Valley

Am 16. August 2009 wurde mit Diving Coaster (chinesisch 绝顶雄风) in Happy Valley (Songjiang, Shanghai, China) eine annähernd baugleiche Anlage eröffnet.
Länge und Höhe sind jedoch minimal unterschiedlich. So ist Diving Coaster mit einer Länge von 969 m geringfügig kürzer als SheiKra, mit einer Höhe von 64,9 m jedoch etwas höher als SheiKra. Im Gegensatz zum Original verfügt jede Sitzreihe eines Wagens außerdem nicht über acht, sondern über zehn Sitzplätze.